# أشير بن يعقوب
أشير بن يعقوب (بالعبرية אשר): في سفر التكوين، كان آخر ابني يعقوب وزلفة (ابن يعقوب الثامن) ومؤسس سبط أشير.

## الدفن
تشير أحد التقاليد السامرية المسجلة في أواخر القرن التاسع عشر أن موقع (نيبى توبا) بالقرب من طوباس في فلسطين هو المكان الذي دُفن فيه أشير.